# Hamidonta unca
Hamidonta unca är en fjärilsart som beskrevs av Paul Dognin 1911. Hamidonta unca ingår i släktet Hamidonta och familjen tandspinnare. Inga underarter finns listade i Catalogue of Life.